# John P. Newsome
John Parks Newsome (* 13. Februar 1893 in Memphis, Shelby County, Tennessee; † 10. November 1961 in Birmingham, Jefferson County, Alabama) war ein US-amerikanischer Geschäftsmann und Politiker (Demokratische Partei).

## Werdegang
John Parks Newsome besuchte die öffentliche Schule in Thompsons Station (Tennessee) und dann die Battle Ground Academy in Franklin (Tennessee). Danach war er 1912 als Lagerverwalter in einem Großhandelsunternehmen beschäftigt, das Hardwareprodukte vertrieb. Newsome war dann zwischen 1913 und 1920 als Geschäftsmann tätig. Im letzten Jahr wurde er Präsident und Finanzverwalter in einem Elektrounternehmen. Ferner diente er während des Ersten Weltkrieges in der amerikanischen Armee, wo er am 27. November 1917 zum First Lieutenant ernannt wurde. Später wurde er zum Captain der Infanterie in der 5. Division befördert und diente dort bis zum 29. April 1919. Newsome hatte in den Jahren 1942 und 1943 den Vorsitz über den Appeals Board No. 2, State of Alabama, Selective Service System. Danach wurde er in den 78. US-Kongress gewählt, verfehlte allerdings 1944 die Nominierung in den nachfolgenden 79. US-Kongress. Er war im US-Repräsentantenhaus vom 3. Januar 1943 bis zum 3. Januar 1945 tätig. Später war er zwischen 1953 und 1955 Präsident der Associated Industries of Alabama. Ferner war er Direktor der Exchange Security Bank und der Alabama Gas Corp. Er verstarb 1961 in Birmingham (Alabama) und wurde dort auf dem Elwood Cemetery beigesetzt.